# V492 Большой Медведицы
V492 Большой Медведицы (лат. V492 Ursae Majoris) — двойная затменная переменная звезда типа W Большой Медведицы (EW) в созвездии Большой Медведицы на расстоянии приблизительно 5716 световых лет (около 1753 парсеков) от Солнца. Видимая звёздная величина звезды — от +15,08m до +14,58m. Орбитальный период — около 0,3918 суток (9,4024 часов).